# Camarmeña
Camarmeñaes una localidad asturiana del concejo de Cabrales (España), perteneciente a la parroquia de Bulnes.

## Historia
Fue parroquia independiente hasta 1891. 
La localidad aparece descrita en el tomo v del Diccionario geográfico-estadístico-histórico de España y sus posesiones de Ultramar de Pascual Madoz de la siguiente manera: 

CAMARMEÑA (San Pedro De): felig. en la prov. y dióc. de Oviedo (19 leg.), part. jud. de Cangas de Onis (6 ½), ayunt. de Cabrales (1 á Carreña): sit. á la izq. del r. Cares sobre un cerro que se eleva 1,500 varas sobre el nivel de dicho r.: la combaten principalmente los aires del N. y SE.; el clima es frio y propenso á catarros y pulmonias. Tiene unas 70 casas sin contar muchas que hay para los pastores y ganados esparcidas por varios puntos del térm. Para la enseñanza de niños suele haber en ciertas épocas escuela de primeras letras, á la que asisten los de uno y otro sexo, que pagan á su maestro cierta cantidad mensual. La igl. parr. dedicada á San Pedro se halla servida por un cura, cuyo destino es de ingreso y de provision del diocesano en concurso; tiene por aneja la de San Martin de Bulnes; con la cual confina el térm. por el S.; con la de Iguanzo al N.; por E. con la de Tielbe, y al O. con la de Berodia. El terreno es sumamente escabroso y cubierto de elevados riscos donde se crian hayas, robles, fresnos, nogueras y otros árboles, con muchas plantas medicinales; encontrándose igualmente distintas deh. de pasto, comunes á esta felig. y á su aneja de Bulnes. No lejos del pueblo hay una cueva con 2 grandes puertas, su interior es muy espacioso y abovedado, hallándose en él porcion de vasos gradualmente unidos entre sí, y tan bien construidos, que mas parecen obra del arte que de la naturaleza; por lo comun estan llenos del agua que se filtra por entre las peñas. Cruza por el térm. el mencionado r. Cares, sobre el cual hay un puente de piedra cerca del sitio en donde recibe al riach. Bulnes. Los caminos dirijen á Sostres, Liébana, Cain y felig. comarcanas: estan muy deteriodados y peligrosos. El correo se recibe de Llanes y Onis 2 veces á la semana por balijero: prod.: trigo, centeno, maiz, habas blancas, patatas y algunos otros frutos: sostiene ganado vacuno, de cerda, lanar y cabrio; hay caza de liebres, conejos, corzos, venados y poca volateria, bastantes animales dañinos como lobos y zorros; y pesca de truchas y salmones en el r. Cares. ind. y comercio: la agricultura, ganaderia, molinos harineros; pero la principal ind. es la elaboracion de manteca y queso, cuyos prod. se venden en varios puntos, para con su importe adquirir los frutos y géneros que carece el pais. pobl.: con el anejo de Bulnes 70 vec., 280 alm. Contr.: con su ayunt. (V.)
(Madoz, 1846, p. 329)